# CAVOK Air
A CAVOK Air vagy CAVOK Airlines légi teherszállítással foglalkozó ukrán légitársaság. Székhelye Kijevben található, bázisrepülőtere a Chișinăui nemzetközi repülőtér.

## Története
2011-ben alapították, 2012. április 26-án kezdte meg működését. 2017 júliusáig kilenc repülőgépet üzemeltetett, 8 darab An–12-t és egy An–74TK–100 teherszállító repülőgépet. Az An–74 egy balesetben összetört, így ezután a  légitársaság nyolc géppel működött, 2018 elejétől már csak hét An–12-essel.

## Balesetek
2017. július 29-én a CAVOK Air UR-CKC lajstromjelű, An–74TK–100 típusú teherszállító repülőgépe a São Tomé-i nemzetközi repülőtéren felszállás közben szenvedett balesetet. A gép valószínűleg madárral ütközött, emiatt meg kellett szakítani a felszállást. A gép a futópályán túlfutott és összetört.